# Yancheng (Luohe)
Yancheng (en chino, 郾城; pinyin, Yǎnchéng) es un distrito urbano bajo la administración directa de la Prefectura  Luohe  en la Provincia de Henan, República Popular China.  Su área es de 451 km² y su población total para 2020 superó los 500 mil  habitantes. 

## Administración
Desde junio  de 2023, el  Distrito Yancheng   se divide en pueblos  administrados  en 3 subdistritos y 7  poblados.

## Toponimia
El topónimo Yancheng significa "Ciudad Yan". Según el Cihai (辞海), un diccionario enciclopédico chino dice; Yan es el nombre de un reino, Estado Yan (郾国), tras la unificación del país por la dinastía Qin,
se anexó al territorio Qin como Condado Yan (郾县) y durante la dinastía Sui se añadió "Cheng" (ciudad) quedando en Yancheng.